# Typschlüsselnummer
Die Typschlüsselnummer (TSN) ist ein alphanumerischer Code vom Kraftfahrt-Bundesamt, der nur mit der Herstellerschlüsselnummer kombiniert nutzbar ist.
Typschlüsselnummern sind dreistellig. Ein VW Typ 1 aus den 1950er Jahren kann beispielsweise Typschlüsselnummer 313 oder 318 haben.
Seit Sommer 2005 werden Buchstabenkombinationen statt Ziffernkombinationen als Typschlüsselnummern zugeteilt.
In Fahrzeugbrief und Fahrzeugschein steht Typ/Variante/Version im mehrzeiligen Feld D.2 und der Code dessen zuzüglich Prüfziffer mit führender Typschlüsselnummer im neunstelligen Feld 2.2.